# NGC 302
NGC 302 là một ngôi sao có độ lớn 16,6 nằm trong chòm sao Kình Ngư. Nó được ghi lại vào năm 1886 bởi Frank Muller.